# Vetro antiproiettile

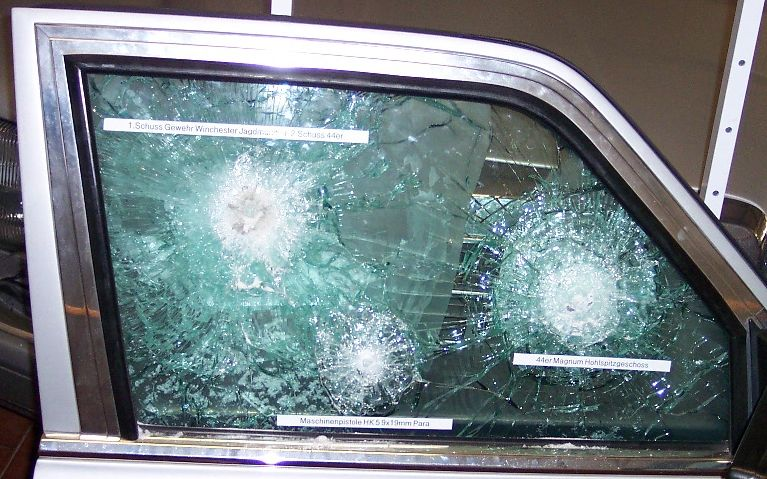
Esempio di vetro antiproiettile scalfito in tre parti

Il vetro antiproiettile (anche noto come vetro balistico o armatura trasparente) è un tipo di materiale trasparente che è particolarmente resistente alla penetrazione quando colpito da proiettili; tuttavia, come tutti gli altri materiali noti, non è completamente impenetrabile. Di solito è costituito da una combinazione di due o più tipi di vetro, uno duro e uno più morbido. Lo strato morbido rende il vetro più elastico, in modo che possa flettere invece di esplodere. L'indice di rifrazione per entrambi i vetri usati negli strati antiproiettile deve essere in grado di mantenere il vetro trasparente e consentire una chiara, non distorta vista attraverso il vetro. Il vetro antiproiettile ha uno spessore variabile tra 19 mm e 76 mm.
Un altro metodo di costruzione, che sta diventando rapidamente popolare, è l'uso di laminati di sicurezza come una pellicola sulla superficie interna del vetro ordinario. Questo, quando legato con l'applicazione di un adesivo sensibile alla pressione e completamente indurito, fornisce una protezione simile al vetro antiproiettile multistrato. La chiarezza ottica è migliore e risulta senza tinta, con uno spessore e peso ridotti del 50-70%, e il processo può essere eseguito anche su finestre preesistenti e su mezzi blindati.

## Costruzione

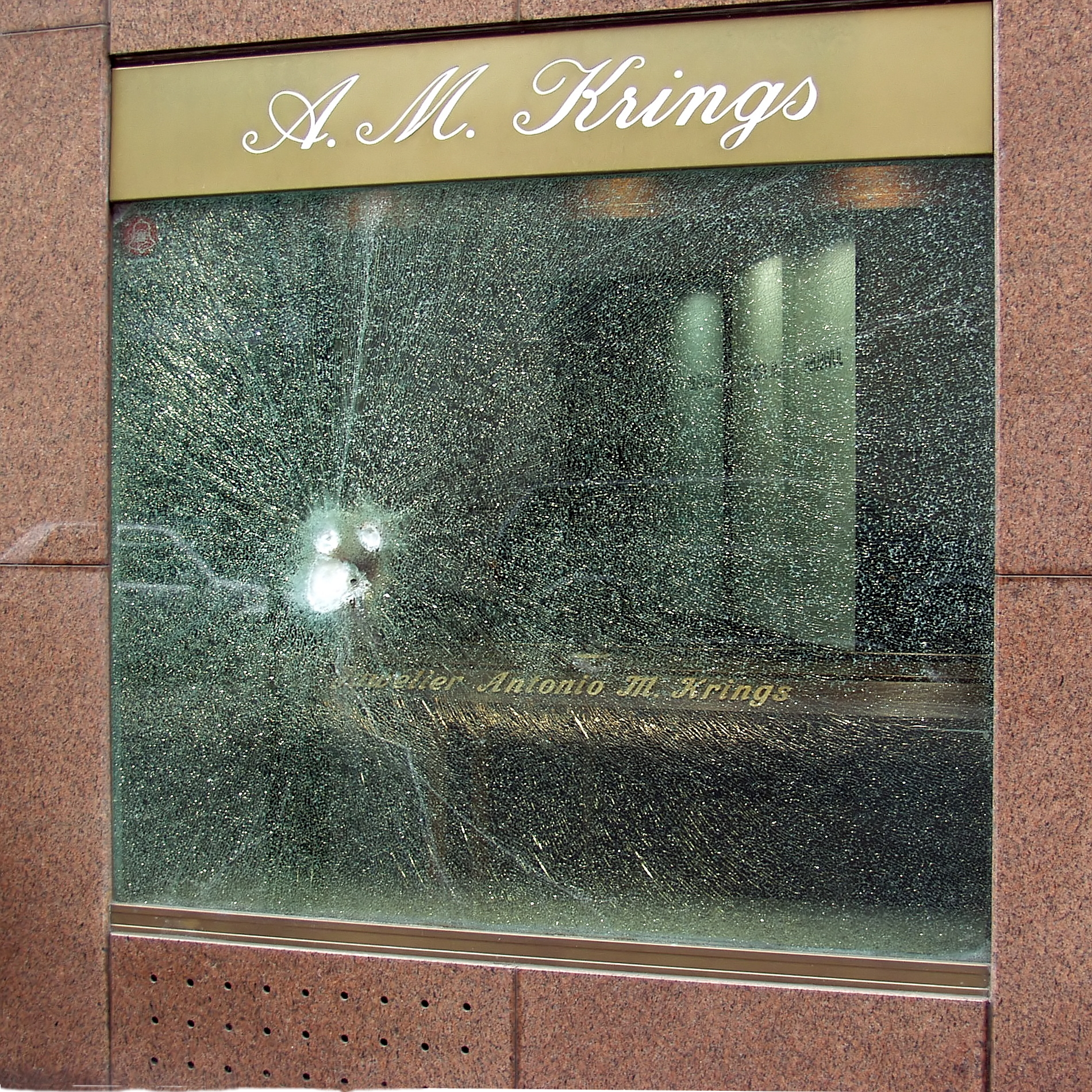
Esempio di un vetro antiproiettile di una gioielleria

Il vetro antiproiettile è di solito costruito utilizzando policarbonato, termoplastica, e strati di vetro stratificato. L'obiettivo è di ottenere un materiale con l'aspetto e la trasparenza del vetro standard, ma con un'efficace protezione da armi leggere. Design in policarbonato sono di solito costituiti da Armormax, Makroclear, Cyrolon, Lexan o Tuffak, che utilizzano spesso due strati di vetro normale. La capacità del vetro stesso di resistere ad urti viene migliorata dal processo di tempratura. Quando trattato con riscaldamento e raffreddamento o con processi chimici, il vetro diventa molto più forte.
Il policarbonato ha generalmente uno dei due tipi di rivestimento per resistere all'abrasione: un rivestimento morbido che "guarisce" dopo essere stato graffiato (ad esempio polimeri elastomerici a base di carbonio) o un rivestimento duro che impedisce graffi (ad esempio polimeri a base di silicio).
La plastica nei progetti laminati offre anche la resistenza agli urti provocati da violenza fisica da martelli, asce, e così via. La plastica offre poco in termini di resistenza antiproiettile. Il vetro, che è molto più duro della plastica, appiattisce il proiettile, e la plastica si deforma, assorbendo il resto dell'energia e previene la penetrazione del proietto. La capacità dello strato di policarbonato di fermare proiettili con energia variabile è direttamente proporzionale al suo spessore, e vetro blindato di questo tipo può essere spesso fino a tre centimetri.
Lastre di vetro laminato sono costruite da lastre di vetro legate insieme con polivinilbutirrale, poliuretano o etilene vinil acetato. Questo progetto è stato in uso regolare su veicoli da combattimento dalla seconda guerra mondiale, e risultava eccessivamente pesante.

## Standard test

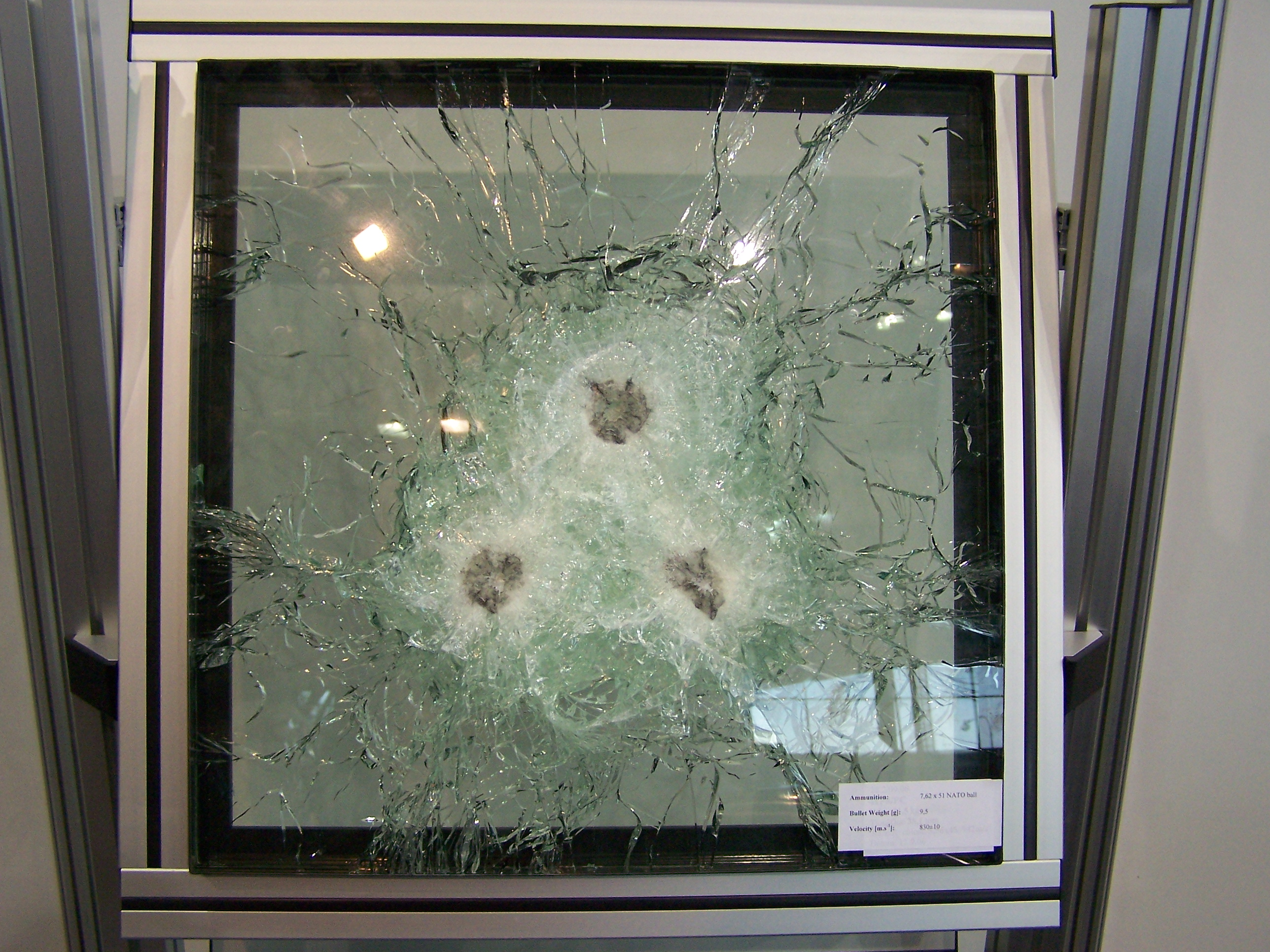
Esempio di vetro laminato posto sotto test

Materiali antiproiettile sono generalmente testati usando una pistola per sparare un proiettile da una distanza impostata nel materiale in uno schema prefissato. I livelli di protezione si basano sulla capacità del bersaglio di arrestare un tipo specifico di proiettile che viaggia a una determinata velocità. Gli esperimenti indicano che il policarbonato, con proiettili di forma regolare, cede a velocità più basse rispetto a quelli irregolari (come ad esempio dei frammenti); quindi eseguire i test con proiettili di forma regolare fornisce probabilmente una stima per eccesso della sua resistenza. Quando i proiettili non penetrano, si può misurare la profondità dell'incisione lasciata dall'impatto e correlarla alla velocità del proiettile e allo spessore del materiale. Alcuni ricercatori hanno sviluppato modelli matematici basati sui risultati di questo tipo di test per aiutarli a progettare un vetro antiproiettile in grado di resistere a specifiche minacce previste.

## Effetti dell'ambiente
Le proprietà di un vetro antiproiettile possono essere influenzate dalla temperatura e da esposizione a solventi o radiazioni ultraviolette, di solito dalla luce solare. Se lo strato di policarbonato si trova sotto uno strato di vetro, ha una certa protezione dalle radiazioni UV a causa del vetro e strato adesivo. Inoltre, nel tempo il policarbonato diventa più fragile, perché è un polimero amorfo che si muove verso il suo equilibrio termodinamico.
L'impatto di un proiettile su di un policarbonato a temperature inferiori a -7 °C a volte crea uno spall, ovvero alcuni pezzi di policarbonato si staccano e diventano essi stessi proiettili. Esperimenti hanno dimostrato che la dimensione dello spall è correlata allo spessore del laminato piuttosto che alla dimensione del proiettile. Lo spall inizia in imperfezioni della superficie dovute alla flessione dello strato interno di policarbonato e le fessure si muovono "all'indietro", verso la superficie d'impatto. È stato suggerito che un secondo strato interno di policarbonato può efficacemente resistere alla penetrazione da parte dello spall.

## Recenti progressi
Ricercatori militari statunitensi stanno sviluppando una nuova classe di armatura trasparente, che incorpora ossinitruro di alluminio (nome commerciale: ALON) come strato esterno. È molto più leggero e rende molto di più rispetto ai tradizionali laminati vetro/polimero. Il "vetro" in ossinitruro di alluminio può sfidare minacce come i proiettili perforanti di calibro. 50 utilizzando un materiale che non è eccessivamente pesante. Vari tipi di altri materiali che assomigliano molto al vetro sono inoltre in fase di sviluppo.
Alcuni tipi di spinelli di ceramica (una classe di minerale) possono anche essere utilizzati per armature trasparenti grazie alle loro caratteristiche di maggiore densità e durezza rispetto al vetro tradizionale. Questi nuovi tipi di armature trasparenti in ceramica sintetica possono permettere armature più sottili a parità di potere frenante rispetto al tradizionale vetro laminato.